# AS Fortior
Association Sportive Fortior w skrócie AS Fortior – madagaskarski klub piłkarski z siedzibą w Toamasinie, występujący w drugiej, a niegdyś w pierwszej lidze madagaskarskiej.

## Sukcesy
- I liga[1]:
  - mistrzostwo (4):  1962, 1963, 1999, 2000.

- Puchar Madagaskaru[2]:
  - zwycięstwo (1):  2002.
  - finał (1): 2001.

## Występy w afrykańskich pucharach
| Sezon | Rozgrywki                 | Runda   | Kraj      | Klub                     | Dom | Wyjazd | Dwumecz      |
| ----- | ------------------------- | ------- | --------- | ------------------------ | --- | ------ | ------------ |
| 2000  | Liga Mistrzów             | wstępna | Lesotho   | Lesotho Defence Force FC | 0–0 | 0–0    | 0–0 (k. 2–4) |
| 2001  | Liga Mistrzów             | wstępna | Seszele   | St Michel United FC      | 0–0 | 1–3    | 1–3          |
| 2003  | Puchar Zdobywców Pucharów | wstępna | Mauritius | Olympique de Moka        | 1–0 | 1–3    | 2–3          |

## Stadion
Domowe mecze klub rozgrywa na stadionie o nazwie Stade de Barikadimy w Toamasinie, który może pomieścić 20000 widzów.